# Pierre Charles Alexandre Louis
Pierre Charles Alexandre Louis, nacido en Ay (Champagne) en 1787 y fallecido en 1872, fue un médico francés.

## Biografía
Cursó sus estudios de medicina en Reims, y luego en París. Se trasladó a Odessa, en Rusia, y luego regresó para instalarse en París. Fue miembro del Instituto. Demostró la inutilidad de la hemorragia. También introduce el método numérico en la medicina. Así pues, se considera el padre espiritual de la medicina basada en la evidencia, o Medicina Basada en la Evidencia.
Es famoso por sus investigaciones sobre la tuberculosis y la fiebre tifoidea y la controversia que mantuvo con, entre otros, el médico y el cirujano francés François Broussais sobre el uso de la sangría en el tratamiento de la neumonía. El Dr. Louis, partiendo de su método numérico, demostró que la flebotomía era absolutamente ineficaz en el tratamiento de la neumonía y otras fiebres en la década de 1830. Sin embargo, en 1838, el profesor  Dr Clutterbuck, del Royal College of Physicians, insistió en las bondades de la sangría a pesar de los datos. Contexto que lastró la difusión y generalización de sus hallazgos, en perjuicio de los pacientes.
Su nombre se asocia con el Angle sternal (o ángulo esternal), punto de referencia anatómica formada por el ángulo entre el cuerpo del esternón y el manubrium.